# じゃじゃ馬娘
「じゃじゃ馬娘」（じゃじゃうまむすめ）は、1978年9月21日に発売された大貫妙子の3枚目のシングル。サード・アルバム『MIGNONNE』と同時発売された。

## 概要・背景
レコード会社をPANAMからRCA/RVCに移籍して第1弾となるシングル。
本作のプロデューサーとして起用されることとなった音楽評論家の小倉エージは、大貫の音楽性からポップな部分を引き出してリスナーの幅を拡げようと考えていた。A面曲「じゃじゃ馬娘」は、小倉の意向によりアメリカ合衆国出身の女性歌手リンダ・ロンシュタットを意識して制作され、ブラックミュージックの要素を取り入れたファンキーなリズムとキャッチーなメロディーを特徴とし、ブラスの音が適度な色気を感じさせる1曲となっている。
B面曲「海と少年」は、夏の終わりの気配が漂う浜辺の光景を描いたスピード感溢れるナンバーで、矢野顕子や槇原敬之など多くの歌手にカヴァーされる人気曲となっている。演奏には当時まだYMOとしてレコードデビューする前であった細野晴臣、高橋幸宏、坂本龍一の3人が揃って参加している。
ジャケットには、アルバム『MIGNONNE』と同じタートルネックのセーターから目だけを出したモノクロの写真が使われているが、これについて大貫は、「結局、自分の一番嫌いなところに一番自分らしさがあったというか・・・」とコメントしている。

## 収録曲
両曲とも、作詞・作曲: 大貫妙子
1. じゃじゃ馬娘（4:35）
編曲: 瀬尾一三
2. 海と少年（3:22）
編曲: 坂本龍一

## 参加ミュージシャン

### じゃじゃ馬娘
- Guitars: 水谷公生、鈴木茂、松木恒秀
- Keyboards: 渋井博
- Bass: 後藤次利
- Drums: 林立夫
- Percussion: ペッカー橋田
- Horns: 斉藤清、砂原俊三
- Sax Solo: ジェイク・H・コンセプション
- Chorus: 尾形道子、槇みちる、梅垣達志、瀬尾一三
- Strings: トマト

### 海と少年
- Keyboards: 坂本龍一
- Guitars: 鈴木茂、松原正樹
- Bass: 細野晴臣
- Drums: 高橋幸宏
- Percussion: 浜口茂外也
- Strings: 多グループ
- Chorus: 伊集加代子、和田夏代子、鈴木宏子

## カバー
| 曲名         | アーティスト     | 収録作品                                               | 発売日         |
| ------------ | ---------------- | ------------------------------------------------------ | -------------- |
| じゃじゃ馬娘 | かもめ児童合唱団 | アルバム『海に向かって歌う歌』                         | 2021年7月14日  |
| じゃじゃ馬娘 | 大木彩乃         | アルバム『タイムトラベル』                             | 2021年7月21日  |
| 海と少年     | 矢野顕子         | アルバム『峠のわが家』                                 | 1986年4月23日  |
| 海と少年     | 槇原敬之         | アルバム『Listen To The Music』                        | 1998年10月28日 |
| 海と少年     | 櫛引彩香         | コンピレーションアルバム『SUNNY ROCK!』                | 2007年11月21日 |
| 海と少年     | 犬塚彩子         | トリビュートアルバム『音のブーケ 大貫妙子 カヴァー集』 | 2008年3月2日   |